# Аскалаф пёстрый
Аскалаф пёстрый, или булавоуска пёстрая, или бабочник золотоволосый (лат. Libelloides macaronius) — вид насекомых из семейства аскалафов отряда сетчатокрылых. Средиземноморский реликт.

## Описание
Длина тела 16—30 мм, размах крыльев 35—55 мм. Голова крупная, с хорошо развитыми глазами, занимающими большую часть головы. Голова жёлтого цвета, глаза — чёрные. Усики с булавой на вершине, длиннее самого тела. Окраска крыльев преимущественно жёлтая. Крылья перепончатые, на вершине прозрачные, с тёмными пятнами. Продольные жилки крыльев сильно ветвятся. Тело покрыто длинными волосками. Грудь и брюшко чёрные.

## Ареал
Восточная Европа, Европейская часть России, Крым, Украина: Закарпатье; Закавказье, Средняя Азия, Казахстан, юг Западной Сибири. По Южному Уралу проходит северная граница ареала вида.
Ареал сокращается в Казахстане и на Украине.

## Местообитание
Освещенные, хорошо прогреваемые лесные опушки и поляны широколиственных лесов, кустарниках. В Крыму встречается на полянах в горной зоне, доходя до яйл, в степной части не встречается. На Урале населяет типичные злаковые и разнотравно-злаковые степи, сохранившиеся в гористых районах.

## Биология

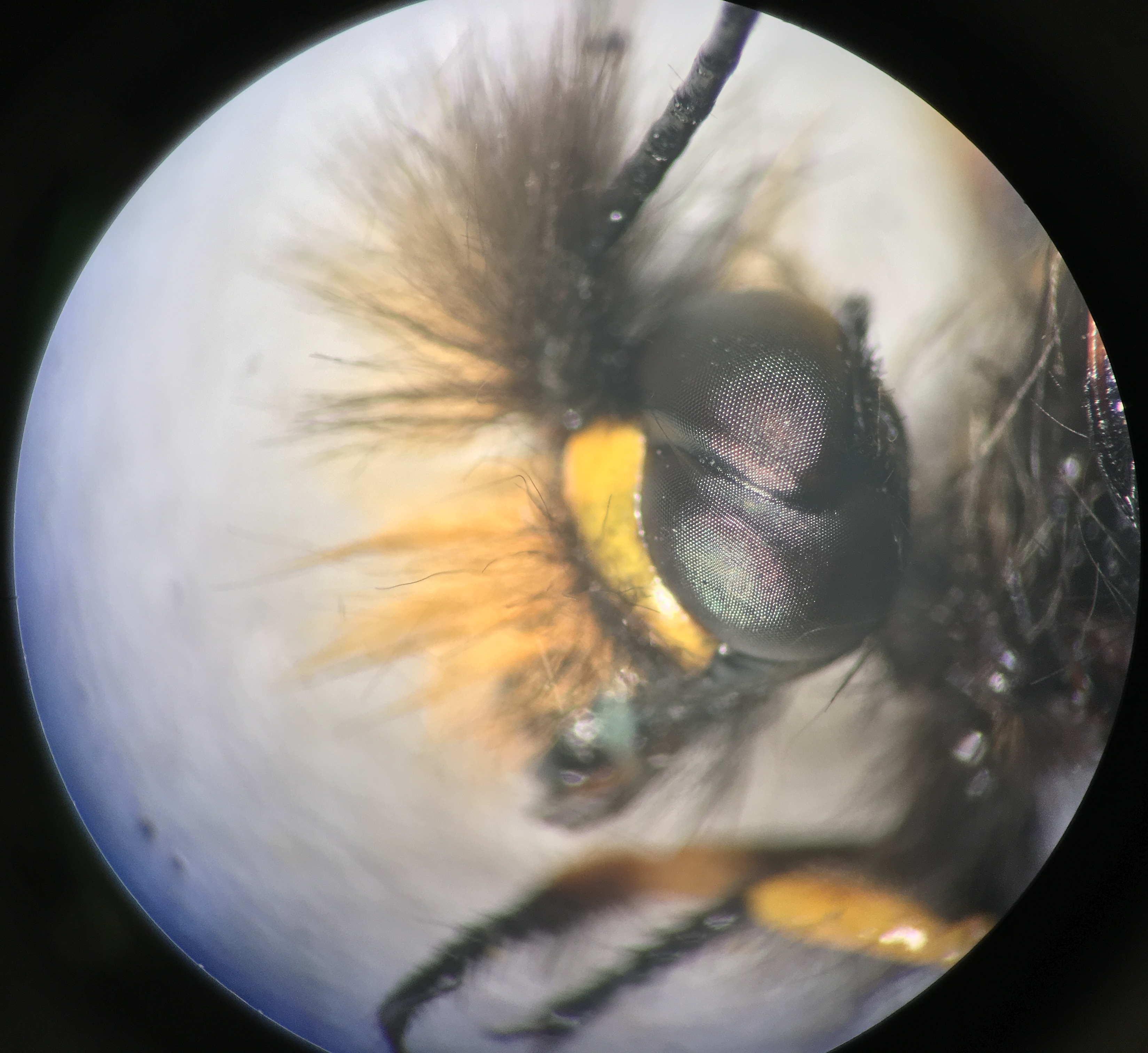
заметно разделение глаза на две части: дорзофронтальную (верх) и вентролатеральную (низ)

Лёт с конца июня — до конца июля. Имаго активны днём, преимущественно в ясную, солнечную погоду, с 12 до 17 часов. Полет прямолинейный, достаточно быстрый, в дневное время суток на высоте 1—3 м над поверхностью земли; в утренние и вечерние часы, а также в пасмурную погоду летают низко над землей, либо сидят на высокотравье.
Аскалаф и его личинка — хищники, питаются другими насекомыми.
Интересен тот факт, что глаз аскалафа поделен на две части: дорзофронтальную и вентролатеральную. Дорзофронтальная часть имеет суперпозиционный тип строения и содержит всего один тип родопсина с максимумом поглощения 345 нм, что позволяет аскалафу видеть мелких насекомых, контрастирующих с небом даже при наличии облаков.
В связи с тем, что количество ультрафиолетового излучения, достигающее земли, достаточно мало (всего около 4 % от видимого спектра), верхняя часть глаза аскалафа имеет ряд приспособлений для улучшения прохождения света. Одним из таких приспособлений являются роговичные наноструктуры, которыми покрыта линза глаза. Так, для верхней части характерны более высокие структуры, что позволяет отражать до 20—40 % света меньше.

## Размножение
В начале июля самка откладывает яйца (в кладке по 40—50 штук) на стебли травянистых растений.
Личинки похожи на личинок муравьиных львов, но шире их и более плоские, живут под камнями, охотятся на различных насекомых. Обладают сосущим ротовым аппаратом: удлиненные жвалы с нижними челюстями образуют две сосательные трубки. Личинки, с его помощью, впрыскивают в тело пойманных насекомых пищеварительные соки, а затем высасывают переварившуюся массу. Личинка, высосав насекомое, пустую шкурку нацепляет на себя. Стадия куколки длится 3 недели.

## Численность
В европейской части России численность низкая, в Крыму вид очень обычен, встречается в степной части полуострова, на ЮБК и на яйлах. Более обычен в Казахстане.

## Охрана
Как уязвимый вид занесён в Красную книгу Украины, охраняется в Карпатском биосферном заповеднике. Также охраняется в природных заповедниках Крыма.